# 古谷光男
古谷 光男（ふるや みつお）は文化放送のディレクター。秋田県出身。

## 人物・エピソード
- 1997年10月、おたっきぃ佐々木が『超機動放送アニゲマスター』のメインパーソナリティーに就任したことに伴い、1997年秋の番組改変よりおたっきぃ佐々木が担当していた文化放送が制作するコナミミュージックエンタテインメント提供番組のうち、『ソフィアの純愛』を除く全番組（『CLUB db STATION』のみ、ラジオドラマ『BURN-UP EXCESS plus』の放送開始となる11月より担当）のディレクターを引き継ぎ、『田村ゆかりのいたずら黒うさぎ』でコナミミュージックがスポンサーから撤退するまで、コナミ系のラジオ番組のディレクターを全て担当していた。
- 2002年1月、第一週と第二週に渡り『SOMETHING DREAMS マルチメディアカウントダウン』にてO.A.されたラジオドラマ『名探偵やまとなでしこ』にて本人役で声優として出演。番組収録中に殺害されたディレクターの古谷をメインパーソナリティであるやまとなでしこが解決するというストーリーであった。
- 各番組で「親方」と呼ばれているが、『もっと!ときめきメモリアル』や『Club db』では、呼ばれておらず、時期・パーソナリティ・番組の継承などから、『SOMETHING DREAMS マルチメディアカウントダウン』が始まりと考えられる。[要出典]
- ギター歴5年である。『堀江由衣の天使のたまご』で結成された軽音部（黒薔薇保存会）でも、ギターを担当している。ここでのバンドネームは親方をもじった「OYKT」で、最近は「親方」よりこの呼ばれ方の方が多くなっている。

## 主な担当番組
- SOMETHING DREAMS マルチメディアカウントダウン
- CLUBときめきメモリアル
- A&Gメディアステーション こむちゃっとカウントダウン
- もっと!モット!ときめきメモリアル
- 田村ゆかりのいたずら黒うさぎ
- 堀江由衣の天使のたまご
- CLUB db
- 田村ゆかりの乙女心症候群